# Liste der Kulturdenkmale in Kiel-Friedrichsort
In der Liste der Kulturdenkmale in Kiel-Friedrichsort sind alle Kulturdenkmale des Stadtteils Friedrichsort der schleswig-holsteinischen Landeshauptstadt Kiel aufgelistet (Stand: 21. Juli 2025).
Die Bodendenkmale sind in der Liste der Bodendenkmale in Kiel aufgeführt.

## Legende
In den Spalten befinden sich folgende Informationen:
- Objekt-ID: die Nummer des Kulturdenkmales
- Lage: die Adresse des Kulturdenkmales und die geographischen Koordinaten. Kartenansicht, um Koordinaten zu setzen. In der Kartenansicht sind Kulturdenkmale ohne Koordinaten mit einem roten Marker dargestellt und können in der Karte gesetzt werden. Kulturdenkmale ohne Bild sind mit einem blauen Marker gekennzeichnet, Kulturdenkmale mit Bild mit einem grünen Marker.
- Offizielle Bezeichnung: Bezeichnung des Kulturdenkmales
- Beschreibung: die Beschreibung des Kulturdenkmales
- Bild: ein Bild des Kulturdenkmales

## Sachgesamtheiten
| Objekt-ID | Lage | Offizielle Bezeichnung                          | Beschreibung | Bild |
| --------- | --- | ----------------------------------------------- | --- | --- |
| 54067     | Christianspries 29, 30, 30a, Christianspries, Skagerrakufer 8, 9 (54° 23′ 21″ N, 10° 10′ 18″ O)                                                                                    | ehem. Minendepot und Lindenau-Werft             | ehem. Minendepot und Lindenau-Werft; vor 1891, 1898, vor 1930, ab 1951; ehem. Minendepot der preußischen Kriegsmarine, ab 1947 als Werft der Lindenau-GmbH genutzt und erweitert, Kernbereich aus fächerförmig angeordneten, ein- und zweigeschossigen Gelbsteinbauten (Minenlagerhäuser und Funktionsbauten), flache Satteldächer mit Drempeln, Depothallen überwiegend mit bauzeitlichen Innenkonstruktionen; zweigeschossiges Lagergebäude der 1920er Jahre in Rotstein; Dienstwohngebäude langgestreckter Rotsteinbau und Dienstwohnungs- und Bürogebäude zweigeschossiger Putzbau Ende 19. Jh.; Einfriedung Metallsicherheitszaun Anfang 20. Jh.; vier Vollportaldrehkrane der 1960er und 70er Jahre und Helling I der Lindenau-Werft von 1951 - Begründung: geschichtlich, städtebaulich, technisch, Kulturlandschaft prägend - Schutzumfang: Einfriedung (Christianspries), Dienstwohngebäude (Christianspries 29), Kabelhaus (Christianspries 30a), Minenhaus Nr. 1 für reguläre Sperre, Minenlagerhaus Nr. 2, Minenlagerhaus Nr. 3, Minenlagerhaus Nr. 4, Laborgebäude, Lagergebäude für Ergänzungsbestände, Materialmagazin, Lagergebäude, Helling, Portaldrehkran (Kran 29), Kranschienen Kran 29, Portaldrehkran (Kran 31), Kranschienen Kran 31, Portaldrehkran (Kran 32), Portaldrehkran (Kran 33), Kranschienen Kran 33 (Christianspries 30), ehem. Dienstwohngebäude „Grauer Esel“ (Skagerrakufer 8), Portiershaus (Skagerrakufer 9) | Fotos hochladen |
| 53402     | Falckensteiner Straße 2, 42, Christianspries 17, 19-19a, 21, 23, 25, 27, Falklandstraße 1-3, Poststraße 1, Skagerrakufer 4, Werner-Siemens-Straße 5 (54° 23′ 30″ N, 10° 10′ 37″ O) | Kaiserliche Torpedowerkstatt/Deutsche Werke/MaK | Kaiserliche Torpedowerkstatt, nach dem Ersten Weltkrieg Deutsche Werke (DW), später Maschinenbau Kiel AG (MaK); Anlage des Werks als Torpedodepot ab 1877, später Bau von Dieselmotoren und Lokomotiven, kontinuierlicher Ausbau bis in die 1960er Jahre; großes Industrieareal mit 2 Verwaltungsgebäuden (um 1917/18), 5 Werkhallen (um 1914-1960er Jahre), 2 Maschinenhäusern zur Energieerzeugung (um 1914 u. 1920er Jahre), ein Pförtner- und ein Verkaufspavillon (1960er), auf dem Firmengelände Reste der Gleisanlagen für den Lokomotivbau (1920er) sowie Luftschutzturm und Ehrenmal (späte 1930er), außerhalb des Werksgeländes 9 Dienstwohngebäude für Beschäftigte der Torpedowerkstatt sowie Offiziere und den Direktor des Werks (1880er/90er Jahre) und ehem. Bibliothek (1917/18) - Schutzumfang: Dienstwohngebäude (Christianspries 17, 19-19a, 21, 23, 25, 27), Verwaltungsgebäude der Torpedowerkstatt, ehem. Kraftzentrale, Kesselhaus, Werkhalle (Nr. 50), Kai der Werkhalle, Schwergutbaum, Luftschutzturm, Werkhalle (Nr. 6), Werkhalle (Nr. 7), Werkhalle (Nr. 8), ehem. Verwaltung (Gebäude 33), ehem. Lokomotivwerkstatt (Gebäude 4), ehem. Bibliothek der Deutschen Werke Friedrichsort, Reste der historischen Gleisanlage, Pförtnergebäude (Nr. 110), Ehrenmal (Falkensteiner Straße 2), ehem. Dienstwohngebäude (Falklandstraße 1-3), ehem. Verkaufspavillon (Poststraße 1), ehem. Direktorenwohnhaus der Torpedowerkstatt (Skagerrakufer 4), Offiziers-Wohnhaus (Werner-Siemens-Straße 5) - Begründung: Geschichtlich, Künstlerisch, Kulturlandschaftlich, Städtebaulich, Technisch | [[Vorlage:Bilderwunsch/code!/O:Kaiserliche Torpedowerkstatt/Deutsche Werke/MaK!/C:54.391654,10.177021!/D:Falckensteiner Straße 2, 42, Christianspries 17, 19-19a, 21, 23, 25, 27, Falklandstraße 1-3, Poststraße 1, Skagerrakufer 4, Werner-Siemens-Straße 5, Kaiserliche Torpedowerkstatt/Deutsche Werke/MaK!/\|BW]] |
| 41711     | Deichweg 24, Deichweg (54° 23′ 26″ N, 10° 11′ 36″ O) | Leuchtturm Friedrichsort                        | Leuchtturm Friedrichsort; 1866, 1969–71; neuer Leuchtturm mit Leuchtturminsel und Resten von altem Leuchtturm, Leuchtturmwärterhaus am Deich - Begründung: geschichtlich, städtebaulich, technisch, Kulturlandschaft prägend - Schutzumfang: Leuchtturm Friedrichsort, Leuchtturmwärterhaus mit Nebengebäude, Alter Leuchtturm Friedrichsort, Leuchtturminsel | BW |

## Bauliche Anlagen und Gründenkmale
| Objekt-ID     | Lage                                                             | Offizielle Bezeichnung                  | Beschreibung | Bild                             |
| ------------- | ---------------------------------------------------------------- | --------------------------------------- | --- | -------------------------------- |
| 11727         | Christianspries 3 (54° 23′ 30″ N, 10° 10′ 40″ O)                 | Offizierswohnhaus                       | Offizierswohnhaus; 1889; breit gelagerter zweigeschossiger Backsteinbau mit Kurzwalmdach, zwei Frontrisalite mit Staffelgiebeln - Begründung: geschichtlich, städtebaulich - Schutzumfang: gesamtes Objekt - Denkmaltyp: Bauliche Anlage, Sachgesamtheit: Marinegarnison und Torpedowerke Friedrichsort | BW                               |
| 11728         | Christianspries 3 a (54° 23′ 30″ N, 10° 10′ 38″ O)               | Ladengebäude                            | Ladengebäude; 1916, 1936 Veränderungen; eingeschossiger Backsteinbau mit Mansardwalmdach, barockisierende Formen des Heimatstils - Begründung: geschichtlich, städtebaulich - Schutzumfang: gesamtes Objekt - Denkmaltyp: Bauliche Anlage, Sachgesamtheit: Marinegarnison und Torpedowerke Friedrichsort | Fotos hochladen                  |
| 54093         | Christianspries 30 (54° 23′ 18″ N, 10° 10′ 12″ O)                | Portaldrehkran (Kran 29)                | Werftkran; Vollportal-Auslegerkran, 40 t Haupthubwerk, auf Schienen verfahrbar - Begründung: geschichtlich, städtebaulich, technisch, Kulturlandschaft prägend - Schutzumfang: Portaldrehkran (Kran 29), Kranschienen Kran 29 - Denkmaltyp: Bauliche Anlage, Sachgesamtheit: ehem. Minendepot und Lindenau Werft | BW                               |
| 54445         | Christianspries 30 (54° 23′ 18″ N, 10° 10′ 14″ O)                | Helling                                 | Längshelling; 1951; flach geneigte Rampenkonstruktion aus Stahlbeton mit drei Gleitbahnen für den Stapellauf, unter Wasser liegende Vorhelling - Begründung: geschichtlich, technisch - Schutzumfang: Helling - Denkmaltyp: Bauliche Anlage, Sachgesamtheit: ehem. Minendepot und Lindenau Werft | BW                               |
| 54459         | Christianspries 30 (54° 23′ 16″ N, 10° 10′ 17″ O)                | Portaldrehkran (Kran 31)                | Werftkran; 1974, Peiner Maschinen- und Schraubenwerke AG; Vollportal-Auslegerdrehkran, Typ VDSH 900, 60 t Haupthubwerk, auf Schienen verfahrbar - Begründung: geschichtlich, städtebaulich, technisch, Kulturlandschaft prägend - Schutzumfang: Portaldrehkran (Kran 31), Kranschienen Kran 31 - Denkmaltyp: Bauliche Anlage, Sachgesamtheit: ehem. Minendepot und Lindenau Werft | BW                               |
| 54460         | Christianspries 30 (54° 23′ 17″ N, 10° 10′ 20″ O)                | Portaldrehkran (Kran 32)                | Werftkran; 1968, Peiner Maschinen- und Schraubenwerke AG; Vollportal-Auslegerkran, Typ VTS 63, 8 t Haupthubwerk, auf Schienen verfahrbar - Begründung: geschichtlich, städtebaulich, technisch, Kulturlandschaft prägend - Schutzumfang: Portaldrehkran (Kran 32) - Denkmaltyp: Bauliche Anlage, Sachgesamtheit: ehem. Minendepot und Lindenau Werft | BW                               |
| 54461         | Christianspries 30 (54° 23′ 13″ N, 10° 10′ 24″ O)                | Portaldrehkran (Kran 33)                | Werftkran; 1965, Peiner Maschinen- und Schraubenwerke AG; Vollportal-Auslegerkran, Typ VTS 63, 10 t Haupthubwerk, auf Schienen verfahrbar - Begründung: geschichtlich, städtebaulich, technisch, Kulturlandschaft prägend - Schutzumfang: Portaldrehkran (Kran 33), Kranschienen Kran 33 - Denkmaltyp: Bauliche Anlage, Sachgesamtheit: ehem. Minendepot und Lindenau Werft | BW                               |
| 22648         | Deichweg 20 (54° 23′ 29″ N, 10° 11′ 17″ O)                       | Nördliche Kasematte (I)                 | Alteintragung (Aktualisierung vorgesehen) - Begründung: Alteintragung (Aktualisierung vorgesehen) - Schutzumfang: Alteintragung (Aktualisierung vorgesehen) - Denkmaltyp: Bauliche Anlage | Fotos hochladen                  |
| 22649         | Deichweg 20 (54° 23′ 33″ N, 10° 11′ 7″ O)                        | Südliche Kasematte (II)                 | Alteintragung (Aktualisierung vorgesehen) - Begründung: Alteintragung (Aktualisierung vorgesehen) - Schutzumfang: Alteintragung (Aktualisierung vorgesehen) - Denkmaltyp: Bauliche Anlage | Fotos hochladen                  |
| 3187          | Deichweg 20 (54° 23′ 29″ N, 10° 11′ 10″ O)                       | ehem. Festung Friedrichsort             | Alteintragung (Aktualisierung vorgesehen) - Begründung: geschichtlich, städtebaulich - Schutzumfang: ehem. Festung Friedrichsort - Denkmaltyp: Gründenkmal | Fotos hochladen                  |
| 30957         | Deichweg 20 ()                                                   | Festungswälle                           | Alteintragung (Aktualisierung vorgesehen) - Begründung: geschichtlich, Kulturlandschaft prägend - Schutzumfang: gesamtes Objekt - Denkmaltyp: Gründenkmal | Fotos hochladen                  |
| 34520         | Deichweg 20 (54° 23′ 27″ N, 10° 11′ 3″ O)                        | Festungsgräben                          | Alteintragung (Aktualisierung vorgesehen) - Begründung: geschichtlich, Kulturlandschaft prägend - Schutzumfang: gesamtes Objekt - Denkmaltyp: Gründenkmal | Fotos hochladen                  |
| 34543         | Deichweg 24 (54° 23′ 26″ N, 10° 11′ 16″ O)                       | Leuchtturmwärterhaus                    | Leuchtturmwärterhaus; 1920er Jahre; Lage auf südl. Deichkopf, eingeschossiger, am Hang zweigeschossiger Backsteinbau mit Flachdach, charakteristische polygonale Beobachtungserker, expressionistische Backsteinornamentik, Nebengebäude - Begründung: geschichtlich, städtebaulich, Kulturlandschaft prägend - Schutzumfang: Leuchtturmwärterhaus, Nebengebäude - Denkmaltyp: Bauliche Anlage, Sachgesamtheit: Leuchtturm Friedrichsort | BW                               |
| 34544         | Deichweg (54° 23′ 26″ N, 10° 11′ 36″ O)                          | Leuchtturm Friedrichsort                | Der Leuchtturm Friedrichsort ist ein 31,7 Meter hoher runder Stahlbeton-Leuchtturm mit einem Durchmesser im zentralen Bereich von 3,5 Metern in den Farben grün und weiß. Er steht auf einer kleinen Insel direkt am Strand, auf der nordwestlichen Seite in der Kieler Förde vor Friedrichsort, nördlich des Nord-Ostsee-Kanals an der Stelle, wo die Förde ihre engste Stelle hat. Er dient als Leit-, Quermarken- und Orientierungsfeuer für Einfahrt in den Kieler Hafen sowie zu den Schleusen des Nord-Ostsee-Kanals und markiert die Untiefen Klever Berg und Au-Haken. runder Schaft, runde Galerie (Erdgeschoss) und runde Laterne (Feuer) - Begründung: geschichtlich, städtebaulich, technisch, Kulturlandschaft prägend - Schutzumfang: gesamtes Objekt - Denkmaltyp: Bauliche Anlage, Sachgesamtheit: Leuchtturm Friedrichsort | Fotos hochladen                  |
| 53218         | Falckensteiner Straße 2 (54° 23′ 25″ N, 10° 10′ 54″ O)           | Werkhalle (Nr. 50)                      | Werkhalle; 1964/65 für die Maschinenbau Kiel (MaK) errichtet, 1968 und 1971 erweitert; zweischiffige Halle in Skelettbauweise, stählernes Tragwerk, vorgehängte Fassade über Backsteinsockel in Fensterraster aufgelöst, auf dem Dach Werksemblem MaK; südlich vorgelagerter Hafenkai mit Schwergutbaum - Begründung: geschichtlich, städtebaulich, technisch, Kulturlandschaft prägend - Schutzumfang: Werkhalle (Nr. 50), Kai der Werkhalle, Schwergutbaum - Denkmaltyp: Bauliche Anlage, Sachgesamtheit: Kaiserliche Torpedowerkstatt/Deutsche Werke/MaK | Fotos hochladen                  |
| 11472         | Falckensteiner Straße 2 (54° 23′ 25″ N, 10° 10′ 48″ O)           | Verwaltungsgebäude der Torpedowerkstatt | Verwaltungsgebäude der Torpedowerkstatt; 1917–18; zweigeschossiger dreiflügeliger Backsteinbau mit ausgebautem Mansarddach, Heimatschutzstil in neubarocken Formen, Mittelzwerchhaus mit Dreiecksgiebel - Schutzumfang: Verwaltungsgebäude der Torpedowerkstatt - Begründung: Geschichtlich, Künstlerisch, Städtebaulich | Fotos hochladen                  |
| 41713         | Falckensteiner Straße 2 (54° 23′ 38″ N, 10° 10′ 51″ O)           | ehem. Kraftzentrale                     | ehem. Kraftzentrale der Torpedowerkstatt; um 1914; zweigeschossiger Backsteinbau mit Lisenengliederung, flach geneigtes Satteldach und Bekrönung in Art einer Attika - Schutzumfang: gesamtes Äußeres - Begründung: Geschichtlich, Städtebaulich | BW                               |
| 41714         | Falckensteiner Straße 2 (54° 23′ 40″ N, 10° 10′ 53″ O)           | Kesselhaus                              | Kesselhaus der Deutschen Werke; 1. Viertel 20. Jh.; eingeschossiger Putzbau in Stahlfachwerkkonstruktion mit Mansarddach und Firstlaterne, großer Schornstein erneuert - Schutzumfang: gesamtes Äußeres - Begründung: Geschichtlich, Städtebaulich | BW                               |
| 53219         | Falckensteiner Straße 2 (54° 23′ 41″ N, 10° 10′ 42″ O)           | Luftschutzturm                          | Luftschutzturm; um 1940, Konstrukteur Paul Zombeck, Ausführung Fa. Max Giese; Hochbunker in Form eines sechsgeschossigen Rundturms aus Stampf- und Stahlbeton mit flachem Abschluss - Schutzumfang: Luftschutzturm - Begründung: Geschichtlich, Technisch | BW                               |
| 53221         | Falckensteiner Straße 2 (54° 23′ 44″ N, 10° 10′ 42″ O)           | Werkhalle (Nr. 8)                       | Werkhalle (Nr. 8); ab um 1920 in drei Abschnitten errichtet; ehem. Motorenmontage, zwei mehrschiffige Hallenkomplexe verbunden durch überhöhten Verwaltungstrakt, Backsteinfassaden mit Lisenengliederung unterschiedlicher Zeitstellung, im Inneren stählerne Tragwerke - Schutzumfang: Werkhalle (Nr. 8) - Begründung: Geschichtlich, Städtebaulich | BW                               |
| 53222         | Falckensteiner Straße 2 (54° 23′ 43″ N, 10° 10′ 44″ O)           | Werkhalle (Nr. 7)                       | Werkhalle (Nr. 7); um 1920; teilweise 2-geschossige Halle, im UG fünfschiffig, im OG dreischiffig, Backsteinfassaden mit Lisenengliederung sowie Schaugiebeln und Zwerchhäusern, im Inneren stählerne, genietete Tragwerke - Schutzumfang: Werkhalle (Nr. 7) - Begründung: Geschichtlich, Städtebaulich | BW                               |
| 53223         | Falckensteiner Straße 2 (54° 23′ 42″ N, 10° 10′ 48″ O)           | Werkhalle (Nr. 6)                       | Werkhalle (Nr. 6) für den Lokomotiv- und Waggonbau; ab um 1920 errichtet und mehrfach erweitert; fünfschiffige Halle, Backsteinfassaden mit Lisenengliederung und Schaugiebeln unterschiedlicher Zeitstellung, im Inneren stählerne Tragwerke - Schutzumfang: Werkhalle (Nr. 6) - Begründung: Geschichtlich, Städtebaulich | BW                               |
| 53224         | Falckensteiner Straße 2 (54° 23′ 42″ N, 10° 10′ 51″ O)           | ehem. Verwaltung (Gebäude 33)           | ehem. Verwaltung (Gebäude 33); um 1920; zweigeschossiger, traufständiger Backsteinbau unter Walmdach mit Zwerchhäusern, Fassade durch rustizierte Lisenen und regelmäßig angeordnete Fensterachsen gegliedert, in den Außenachsen gerahmte Portale unter flachen Bögen - Schutzumfang: ehem. Verwaltung (Gebäude 33) - Begründung: Geschichtlich, Städtebaulich | BW                               |
| 53406         | Falckensteiner Straße 2 (54° 23′ 36″ N, 10° 10′ 53″ O)           | ehem. Lokomotivwerkstatt (Gebäude 4)    | Werkhalle, u.a. genutzt als Lokomotivwerkstatt; ab um 1914 errichtet; dreischiffiger, basilikaler Backsteinbau, Fassaden mit Lisenengliederung und gotisierenden Ziergiebeln, im Inneren stählerne Tragwerke - Schutzumfang: ehem. Lokomotivwerkstatt (Gebäude 4) - Begründung: Geschichtlich, Städtebaulich | BW                               |
| 23160         | Falckensteiner Straße (54° 23′ 36″ N, 10° 10′ 42″ O)             | Grabplatte Andresen                     | Grabplatte Andresen; 1738; zweitversetzte rechteckige Sandsteinplatte der Maria Margarethe Andresen, erhabene Beschriftung innerhalb eines von figürlichen Emblemen umgebenden Rahmens - Begründung: geschichtlich, künstlerisch, städtebaulich - Schutzumfang: gesamtes Objekt - Denkmaltyp: Bauliche Anlage, Sachgesamtheit: Marinegarnison und Torpedowerke Friedrichsort | BW                               |
| 26502         | Falckensteiner Straße (54° 23′ 37″ N, 10° 10′ 41″ O)             | Grabstätte Matz                         | Grabstätte Matz; 1915; Wandgrab der Familie Matz, Mittelstele mit Bank und Seitensteinen, Granit, sachlich-geometrische Gestaltung, zwei liegende Platten - Begründung: geschichtlich, städtebaulich - Schutzumfang: gesamtes Objekt - Denkmaltyp: Bauliche Anlage, Sachgesamtheit: Marinegarnison und Torpedowerke Friedrichsort | BW                               |
| 11473         | Falckensteiner Straße (54° 23′ 37″ N, 10° 10′ 41″ O)             | ehem. Garnisonfriedhof                  | ehem. Garnisonfriedhof; 1632–37; Begräbnisstätte der Festung Christianspries, ehem. quadratisches Areal, 1866 u. 1870 verkleinert, Einfriedung von 1913, Kapelle von 1901 abgebrochen, Grabmäler Andresen u. Matz erhalten - Begründung: geschichtlich, städtebaulich - Schutzumfang: gesamtes Objekt - Denkmaltyp: Gründenkmal, Sachgesamtheit: Marinegarnison und Torpedowerke Friedrichsort | BW                               |
| 11478         | Falklandstraße 7 (54° 23′ 28″ N, 10° 10′ 38″ O)                  | ehem. Garnison-Turnhalle                | ehem. Garnison-Turnhalle; wohl 1926; langgestreckter giebelständiger Klinkerbau unter flachem Satteldach mit breiten Stufengiebeln, pointierte expressionistische Bauzier - Begründung: geschichtlich, künstlerisch, städtebaulich - Schutzumfang: gesamtes Objekt - Denkmaltyp: Bauliche Anlage, Sachgesamtheit: Marinegarnison und Torpedowerke Friedrichsort | Fotos hochladen                  |
| 28738         | Hauptstraße/Falckensteiner Straße (54° 23′ 31″ N, 10° 10′ 51″ O) | Lindenallee                             | Lindenallee; auf Anlage von 1869/1874 zurückgehend; dreireihige Lindenallee mit Ausrichtung auf ehem. Westtor der Festung, kleinteilige Granitpflasterung und grasbewachsener Reitweg - Begründung: geschichtlich, städtebaulich, Kulturlandschaft prägend - Schutzumfang: gesamtes Objekt - Denkmaltyp: Gründenkmal, Sachgesamtheit: Marinegarnison und Torpedowerke Friedrichsort | BW                               |
| 2029 Wikidata | Möhrkestraße 9 (54° 23′ 32″ N, 10° 10′ 37″ O)                    | Bethlehemkirche                         | Bethlehemkirche; 1875, renoviert u.a. 1909 u. 1933–36; als Garnisonskirche errichtet, verbretterter Fachwerkbau, Saalkirche mit Vorbau und eingerücktem Rechteckchor, flache Satteldächer mit Dachreiter, im Innern Abendmahlsbild von 1714 - Begründung: geschichtlich, künstlerisch, städtebaulich - Schutzumfang: Bethlehemkirche, Abendmahlsgemälde, Einfriedung - Denkmaltyp: Bauliche Anlage, Sachgesamtheit: Marinegarnison und Torpedowerke Friedrichsort | weitere Fotos \| Fotos hochladen |
| 12001         | Poststraße 3 (54° 23′ 35″ N, 10° 10′ 45″ O)                      | ehem. Dienstwohngebäude                 | ehem. Dienstwohngebäude; vor 1898; breit gelagerter zweigeschossiger Backsteinbau mit Walmdach, Seitenrisalite, reiche Backsteingliederung, Kriegsschaden konservativ repariert, bauzeitliches Hofgebäude - Begründung: geschichtlich, städtebaulich - Schutzumfang: ehem. Dienstwohngebäude, Hofgebäude - Denkmaltyp: Bauliche Anlage, Sachgesamtheit: Marinegarnison und Torpedowerke Friedrichsort | BW                               |
| 10616         | Poststraße 11 (54° 23′ 35″ N, 10° 10′ 38″ O)                     | ehem. Garnisonschule (Realschule Pries) | ehem. Garnisonsschule; 1892, Anbau 1897; dreiflügeliger Backsteinbau, zweigeschossig mit Drempel, übergiebelten Seitenrisaliten und Satteldach, zeittypische Backsteinornamentik, Anbau dreigeschossig - Begründung: geschichtlich, städtebaulich - Schutzumfang: gesamtes Objekt - Denkmaltyp: Bauliche Anlage, Sachgesamtheit: Marinegarnison und Torpedowerke Friedrichsort | BW                               |
| 11998         | Prieser Strand 16 a (54° 23′ 11″ N, 10° 9′ 50″ O)                | Werftschuppen                           | Werftschuppen mit Slipanlage; vermutlich 1930er Jahre; stützenfreier Holzgerüstbau auf Betonsockel mit flachem Satteldach, Hängewerkbinder-Zangenkonstruktion mit Bolzenverschraubungen (Vierkant), Außenverbretterung genagelt, zugehörige Slipanlage mit Drehkreuz - Begründung: geschichtlich, städtebaulich, technisch - Schutzumfang: Werftschuppen, Slipanlage - Denkmaltyp: Bauliche Anlage | BW                               |
| 3263          | Skagerrakufer 5 (54° 23′ 26″ N, 10° 10′ 32″ O)                   | ehem. Garnisonslazarett                 | ehem. Garnisonslazarett; 1875–77; zurückliegender zweigeschossiger Gelbsteinbau, Mittel- und kräftige Eckrisalite, Sattel- und Walmdächer, eingefriedet mit Gelbstein-Pfeilermauer; das Gebäude wird von der Lernwerft genutzt. - Begründung: geschichtlich, künstlerisch, städtebaulich, Kulturlandschaft prägend - Schutzumfang: ehem. Garnisonslazarett, Einfriedung - Denkmaltyp: Bauliche Anlage, Sachgesamtheit: Marinegarnison und Torpedowerke Friedrichsort | Fotos hochladen                  |
| 28737         | Skagerrakufer (54° 23′ 25″ N, 10° 10′ 38″ O)                     | Ehrenmal                                | Alteintragung (Aktualisierung vorgesehen) - Begründung: geschichtlich, künstlerisch, städtebaulich, Kulturlandschaft prägend - Schutzumfang: gesamtes Objekt - Denkmaltyp: Bauliche Anlage, Sachgesamtheit: Marinegarnison und Torpedowerke Friedrichsort | Fotos hochladen                  |
| 27708         | Skagerrakufer (54° 23′ 25″ N, 10° 10′ 36″ O)                     | Skagerrakufer-Promenade                 | Alteintragung (Aktualisierung vorgesehen) - Begründung: geschichtlich, städtebaulich, Kulturlandschaft prägend - Schutzumfang: gesamtes Objekt - Denkmaltyp: Gründenkmal, Sachgesamtheit: Marinegarnison und Torpedowerke Friedrichsort | Fotos hochladen                  |
| 27895         | Skagerrakufer (54° 23′ 25″ N, 10° 10′ 35″ O)                     | Lindenallee                             | Alteintragung (Aktualisierung vorgesehen) - Begründung: geschichtlich, städtebaulich, Kulturlandschaft prägend - Schutzumfang: gesamtes Objekt - Denkmaltyp: Gründenkmal, Sachgesamtheit: Marinegarnison und Torpedowerke Friedrichsort | Fotos hochladen                  |

## Quelle
- Liste der Kulturdenkmale in Schleswig-Holstein – Landeshauptstadt Kiel (PDF)

- Karte mit allen Koordinaten:
- OSM |
- WikiMap